# Zasada prawdziwego i rzetelnego obrazu
Zasada prawdziwego i rzetelnego obrazu polega na tym, że rachunkowość musi odzwierciedlać w wyniku zastosowania prawidłowej ewidencji operacji gospodarczych i ich przetwarzania oraz odpowiedniej sprawozdawczości – rzetelny, czyli rzeczywisty i wiarygodny obraz stanu majątkowego konkretnego podmiotu gospodarczego. Zasada ta wymaga, aby w rachunkowości każdego przedsiębiorstwa obok takich sprawozdań, jak bilans i rachunek wyników (rachunek zysków i strat) – sporządzane były dodatkowe sprawozdania wyjaśniające np. stan płynności finansowej (sprawozdanie z przepływów pieniężnych) danego podmiotu gospodarczego.
Zasada ta zawarta jest w IV Dyrektywie Unii Europejskiej oraz w przepisach normatywnych takich krajów, jak Francja, Niemcy, oraz znalazła właściwe odzwierciedlenie w polskiej ustawie o rachunkowości.